# Кристовский, Сергей Евгеньевич
Сергей Евгеньевич Кристовский (род. 31 июля 1971, Горький) — российский рок-музыкант, бас-гитарист группы Uma2rmaH.

## Биография
Родился 31 июля 1971 года в г. Горьком (Нижнем Новгороде). С 6 лет занимался хоккеем, но после перелома ключицы в 19 лет хоккей был вынужден оставить и начал играть на гитаре.
Играл в группах «Бродвей», «Кантри-Салун» (был бас-гитаристом и автором некоторых песен), «Шервуд» (1995—н. в.).
С 2003 года вместе с братом Владимиром играет в группе Uma2rmaH. Выпустил два сольных альбома: «Через города» (2008) и «Завтра» (2013).

## Санкции
7 января 2023 года, из-за участия в концертах «Za Россию» организованных в поддержку вторжения России на Украину, Кристовский внесён в санкционный список Украины за «роль в российской пропаганде». Также Латвия и Эстония запретили въезд в страны за поддержку нападения на Украину.

## Дискография

### Дискография с группой Uma2rmaH
- см. Дискография Uma2rmaH

### Сергей Кристовский и группа Шервуд
- 2000 — Двенадцать ноль-ноль
- 2002 — Шаг за тобой
- 2002 — Посмотри в глаза
- 2008 — Через города
- 2013 — Завтра
- 2020 — Ты и я